# Vysílač Tlustá hora
Vysílač Tlustá hora se nachází na stejnojmenném vrchu v nadmořské výšce 458 m n. m. Televizním a rozhlasovým signálem pokrývá Zlín a okolí.

## Vysílané stanice

### Televize
Přehled televizních multiplexů vysílaných z Tlusté hory:
|        | Multiplex    | Kanál | Kmitočet | Výkon (ERP) | Polarizace   |
| ------ | ------------ | ----- | -------- | ----------- | ------------ |
| DVB-T2 | Multiplex 21 | 26    | 514 MHz  | 100 kW      | horizontální |
| DVB-T2 | Multiplex 22 | 22    | 482 MHz  | 100 kW      | horizontální |
| DVB-T2 | Multiplex 23 | 33    | 570 MHz  | 100 kW      | horizontální |

### Rozhlas
Přehled rozhlasových stanic vysílaných z Tlusté hory:
|    | Stanice         | Kmitočet  | Výkon (ERP) | Polarizace   |
| -- | --------------- | --------- | ----------- | ------------ |
| FM | Rock Radio      | 89,6 MHz  | 10 kW       | horizontální |
| FM | Radio Kiss      | 90,3 MHz  | 2,75 kW     | horizontální |
| FM | ČRo Vltava      | 94,8 MHz  | 5,5 kW      | horizontální |
| FM | ČRo Zlín        | 97,5 MHz  | 5,5 kW      | horizontální |
| FM | ČRo Radiožurnál | 99,5 MHz  | 5,5 kW      | horizontální |
| FM | Rádio Impuls    | 102,3 MHz | 10 kW       | horizontální |
| FM | Frekvence 1     | 105,0 MHz | 10 kW       | horizontální |

Z vysílače se šíří i digitální rozhlas DAB+:
|      | Multiplex | Kanál | Kmitočet    | Výkon (ERP) | Polarizace |
| ---- | --------- | ----- | ----------- | ----------- | ---------- |
| DAB+ | ČRo DAB+  | 12D   | 229,072 MHz | 10 kW       | vertikální |